# Garðar
Garðar va ser la seu del bisbat catòlic dels assentaments vikings a Groenlàndia, i va tenir la categoria de diòcesi titular.

## Història
Segons les sagues, Sokki Þórisson, un ric granger de Brattahlíð, va tenir la iniciativa de crear un bisbat independent per a Groenlàndia a principis del segle xii i va obtenir l'aprovació de la corona noruega. La majoria de clergues procedien de Noruega i el primer bisbe de Garðar, Arnaldur, va ser ordenat per l'arquebisbe de Lund en 1124. En 1126 Arnaldur va arribar a Groenlàndia i aquest mateix any es van iniciar les obres per a la construcció de la catedral, honrant a Sant Nicolau, sant patró dels mariners.
Al principi la diòcesi va ser assignada a l'arquebisbat alemany de Bremen, sota la tutela de l'arquebisbe de Lund (Suècia, 1126–1152). En 1152 les diòcesis de Groenlàndia, Islàndia, Illa de Man, Orkney i illes Fèroe, es converteixen en sufragànies de la nova arxidiòcesi de Nidaros (Trondheim).
El bisbe Arnaldur va tornar a Noruega en 1150 i va ser nominat com a bisbe de Hamar en 1152. El seu successor Jón Knútur, el va substituir (1153–1186). El tercer bisbe Jón Árnason, sobreanomenat Smyrill, va prendre el càrrec en 1189. En 1202–1203, Smyrill va peregrinar a Roma i es va reunir amb el Papa. Va morir i va ser enterrat a Garðar en 1209, possiblement en la capella nord de la catedral.
El següent bisbe, Þór Helgi, va arribar a Groenlàndia en 1212 i va servir fins a la seva mort en 1230. En 1234 va ser ordenat Nikulás, però no va arribar a la diòcesi fins a 1239. Va morir en 1242.
Ólafur va ser ordenat aquest mateix any, però no va arribar fins a 1247. Va ser bisbe fins aproximadament mediats de la dècada de 1280. Com va estar fos des de 1264 a 1280, no va poder dedicar-se a la seva pròpia diòcesi. No obstant això el següent bisbe, Þór Bokki, va estar en Garðar des de 1289 fins al seu retorn a Noruega en 1309.
El següent va ser Árni (1315 a 1347) que va sofrir la pobra comunicació entre Groenlàndia i Noruega. En el continent, després d'anys de silenci, es va assumir que va morir i es va assignar a Jón Skalli com a nou bisbe en 1343. Quan es va descobrir que l'anterior continuava viu, Jón Skalli va resignar i mai va viatjar a Groenlàndia.
Després de la mort d'Árni en 1347, va passar molt de temps fins a l'arribada d'un nou bisbe, principalment per la deterioració de les comunicacions. Ívar Bárðarson (c. 1341), un clergue noruec, va servir en la diòcesi com a interí fins a l'ordenació d' Álfur (1368 a 1378). La diòcesi va desaparèixer cap al segle xv quan es van paralitzar els viatges marítims entre el continent i Groenlàndia.

## Llista de bisbes titulars de Garðar
| Bisbe               | Consagració   | Anys de servei                                                   |
| ------------------- | ------------- | ---------------------------------------------------------------- |
| Eiríkr Gnúpsson     | Abans de 1112 | 1112–1121 (Serví a Groenlàndia abans de l'establiment com a seu) |
| Arnaldr             | 1124          | 1126–1150                                                        |
| Jón knútr           | 1150          | (després 1150)–1187                                              |
| Jón smyrill Árnason | 1188          | 1189–1209                                                        |
| Helgi               | 1210-1212     | 1212–1230                                                        |
| Nikolás             | 1234          | 1239–1242                                                        |
| Ólafr               | 1246          | 1247-1280                                                        |
| Þórðr               | 1288          | 1289–1309                                                        |
| Árni                | 1313 (o 1314) | 1315–1347 (o 1348)                                               |
| Álfr                | 1365          | 1368–1377 (o 1378)                                               |

### Seu fantasma
Encara que la diòcesi havia cessat de funcionar, esv an nomenar bisbes titular fisn 1537, aparentment sense que cap d'ells en prengués possessió
- Henricus (mencionat en 1386)
- Bertholdus (circa 1407)
- Jacobus Treppe, Frares Menors (O.F.M.) (27 de març de 1411 – mortel 1421)
- Nicolaus
- Robertus Ryngman, O.F.M. (30 de maig de 1425 – ?)
- Gobelinus Volant, Orde de Canonges Regulars (O.E.S.A.) (circa 1 d'octubre de 1431 – 19 de març de 1432), següent bisbe de la Diòcesi de Børglum (Dinamarca) (1432.03.19 – ? no va prendre possessió)
- Johannes Erles de Moys, O.F.M. (12 de juliol de 1432 – ?)
- Bartholomeus de Sancto Hyppolito, O.P. (1433 – mort en 1440)
- Gregorius (1440 – 1450)
- Andreas
- Jacobus Blaa, Orde dels Predicadors (O.P.) (16 June 1481 – ? deposat)
- Mathias Canuto, Orde de Sant Benet (O.S.B.) (9 de juliol de 1492 – ?)
- Vincenz Kampe, O.F.M. (20 de juny de 1519 – 1537).

## Restauració
En 1996, Garðar va ser formalment restaurada com diòcesi titular, sent-ne responsable de la mateixa Edward William Clark, bisbe auxiliar de Los Angeles des del 16 de gener de 2001.

## Restes arqueològiques
Actualment l'assentament d'Igaliku ocupa el mateix emplaçament que Garðar. Des de la dècada de 1830 ha estat objecte d'excavacions arqueològiques sent la catedral l'objectiu principal i fou totalment excavada en 1926 per Poul Nørlund (1888–1951). Nørlund va encapçalar molts estudis científics a Groenlàndia des de 1921 fins a 1932.
Moltes ruïnes dels assentaments nòrdics poden veure's avui encara a Igaliku. La majoria són pedres dels fonaments i murs dels límits originals de la colònia, construccions individuals i col·lectives. L'atractiu principal és la catedral de Garðar, una església en forma de creu del segle xii, amb un llarg de 27 metres i ample de 16 metres. També hi ha restes de dos grans graners en el lloc amb la capacitat d'haver acollit fins a 160 vaques.